# Даркье де Пелепуа, Антуан
Антуан Даркье де Пелепуа (фр. Antoine Darquier de Pellepoix, 23 ноября 1718 — 18 января 1802) — французский астроном, член Французской академии наук.

## Биография

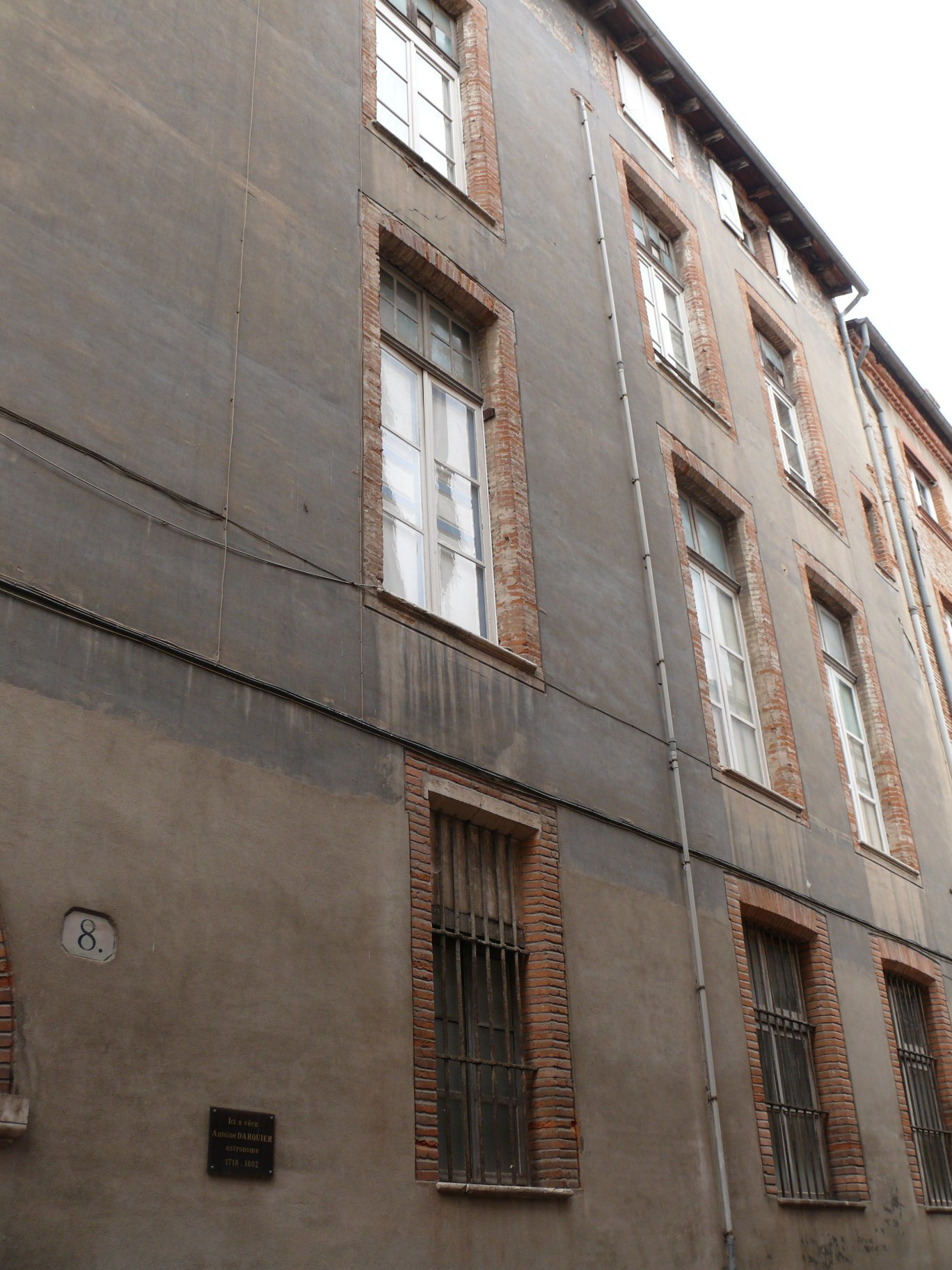
Дом в Тулузе, где родился де Пелепуа

Даркье родился в 1718 году в Тулузе, где и работал в течение жизни.
С 1748 по 1773 годы, используя 2,5-дюймовый рефрактор (по другим данным, 11-сантиметровый), он проводил различные наблюдения, опубликованные в книге Observations Astronomiques faites Toulouse, в частности, исследовал пятна на Солнце.
В феврале 1779 года Даркье, используя тот же телескоп, независимо от Шарля Мессье открыл планетарную туманность M 57, также известную как Туманность Кольцо. По его описанию, это была «очень тусклая туманность с чёткими границами, размером с Юпитер, выглящая как тусклая планета». Возможно, именно по этому описанию Уильям Гершель в 1785 году ввёл термин «планетарная туманность».
После открытия Урана в 1781 году, Даркье рассчитал его орбиту и определил, что она немного вытянута и находится дальше орбиты Сатурна.
В 1791—1798 годах составлял каталог звёзд, который в дальнейшем был включён в каталог Жозефа Лаланда, опубликованном в 1801.
Также Даркье перевёл на французский язык труд Иоганна Ламберта 1761 года Cosmologische Briefe.
Даркье умер в 1802 году в родном городе, в возрасте 83 лет.